# Arundel (Maine)
Pour les articles homonymes, voir Arundel.
Arundel est une ville américaine située dans le Comté de York, dans le Maine. Selon le recensement de 2020, sa population est de 4 264 habitants.